# Stygnoplus flavitarsis
Stygnoplus flavitarsis is een hooiwagen uit de familie Stygnidae.